# E lucevan le stelle
E lucevan le stelle — романс Марио Каварадосси в третьем акте «Тоски» — оперы Джакомо Пуччини, написанной на основе итальянского либретто Луиджи Иллика и Джузеппе Джакоза. Исполняется любовником Тоски, художником Марио Каварадосси (тенор) в ожидании своей казни.
Романс, написанный в тональности си минор, является одной из самых известных оперных арий.
Ария начинается мрачной мелодией, исполняемой на кларнете. Инципит мелодии (слышен на заднем плане ранее в акте, когда озаряется небо и тюремщик готовится к казни) повторяется в рядках «O dolci baci, o languide carezze», а также звучит в завершении оперы, когда Тоска прыгает с вала.

## Плагиат
В 1920 году постановщик Эл Джолсон вместе с Бадди де Сильва и Винсентом Роузом написали популярную песню «Avalon» о городе с таким же названием на острове Санта-Каталина. В следующем году Дж. Рикорди, издатель опер Пуччини, подал иск на авторов песни, утверждая, что мелодия была взята из E lucevan le stelle. Пуччини и его издатель выиграли дело и получили 25 000 долларов в качестве компенсации и всех будущих роялти за песню.